# Лангман, Отто
Отто Лангман (нем. Otto Langmann; 1898—1956) — немецкий протестантский теолог и посол в Уругвае. Активист пронацистского движения «Немецких христиан».

## Биография
После окончания школы в 1918 году Лангман был призван в армию — в запасной батальон 89 гренадерского полка, расквартивованного в Нойштрелице, земля Мекленбург-Передняя Померания. Весной 1917 года он отправлен на фронт в 266 пехотный полк, где прослужил до февраля 1918. В июне 1918 года в звании лейтенанта запаса был назначен во Фландрию и конец военных действиях встретил в качестве командира 3-й пехотной роты 22-го стрелкового запасного батальона. 8 января 1919 года Лангман был уволен из армии и приступил к изучению теологии в Лейпциге, однако во время восстания спартакистов вновь был призван на несколько месяцев на военную службу во вторую земельную стрелковую бригаду. По собственным словам Лангмана, он принял участие в качестве добровольца в Капповском путче в марте 1920 года.
В ноябре 1923 года он женился на Ильзе Зиферт, в браке с которой родилось четверо детей. После завершения образования Лангман служил пастором в Мекленбурге, но в 1928 году был направлен служителем в Колумбию и Эквадор. В 1930 году он отправился в Гватемалу в качестве пастора евангелической общины. В 1931 году он вступил в НСДАП и совместно с Генрихом Гундерлахом организовал здесь партийную ячейку, которая стала первой нацистской группой за рубежом. В 1933 году он вернулся в Германию, где стал заместителем председателя общества Немецких христиан Гамбурга. Он получил должность генерального советника Немецкой евангелической церкви и куратором вопросов теологического образования.
По распоряжению Гитлера в 1937 году Лангман был направлен послом в Уругвай, что стало пиком его партийной карьеры. В этом качестве Лангман занимался вопросами, связанными с пребыванием в Монтвевидео линкора «Admiral Graf Spee». В 1940 году конгресс Уругвая инициировал расследование деятельности NSDAP/AO и его руководителя Юлиуса Даллдорфа. Тогда Лангман объявил о роспуске NSDAP/AО и ячейки Немецкого рабочего фронта в Уругвае, и, в свою очередь, угрожал правительству Альфредо Бальдомира разрывом дипломатических отношений в случае депортации членов нацистских организаций
В конце 1940 года Лангман выражал протест против ремонта в Монтевидео английского крейсера «Кэрнарвон Кэсл», пострадавшего после атаки вспомогательного крейсера «Тор».
После того, как 25 января 1942 года правительство Уругвая разорвало дипломатические отношения с правительствами стран Оси, Лангман вернулся в Берлин, где работал в министерстве иностранных дел. Ему было разрешено носить мундир отставного гауамтсляйтера.
Во время битвы за Берлин в составе Фольксштурма Лангман участвовал в боевых действиях, во время которых попал в советский плен. Как активист НСДАП, он был отправлен в лагерь в Сибирь, где провёл в заключении около 10 лет. По словам Вальтера Бирнбаума, Лангман старался поддерживать дух немецких солдат в плену и пользовался у них большой популярностью. Отто Лангман умер от рака вскоре после возвращения из плена.

## Труды
- «Deutsche Christenheit in der Zeitenwende» (Немецкое христианство в новую эпоху). Hamburg, Agentur des Rauen Hauses 1933. 77 страниц.

## Цитаты
Дух этого движения <немецких христиан> нашёл своё выражение в проповеди, произнесенной доктором Лангманом — евангелическим пастором и видным церковным иерархом на похоронах Густлова. Доктор Лангман появился в форме штурмовиков, включая сапоги. В последнем напутствии он заявил, что место покойного в Вальхалле, в доме Зигфрида и Бальдра — героев, «пожертвовавших своей кровью ради жизни немецкого народа» (подобных — среди прочих — Христу). «Пусть этот Бог пошлет народы земли брести, бряцая цепями, сквозь историю». «Да благословит Бог нашу борьбу». Именно этими словами, согласно Neue Zurcher Zeitung, 1936, № 249, завершил достопочтенный пастырь свою речь. (Карл Густав Юнг. Вотан).